# Centrodraco abstractum
Centrodraco abstractum is een straalvinnige vissensoort uit de familie van pitvissen (Draconettidae). De wetenschappelijke naam van de soort is voor het eerst geldig gepubliceerd in 2002 door Fricke.